# Kisosaki
Kisosaki (jap. 木曽岬町 Kisosaki-chō) – miasto w Japonii, na wyspie Honsiu, w prefekturze Mie. Według danych na rok 2020 miejscowość zamieszkiwało 6 023 mieszkańców , a gęstość zaludnienia wyniosła 382,7 os./km².